# Бедрих, Михал
Михал Бедрих, немецкий вариант — Михаэль Бедрих, псевдоним — Велемер (в.-луж. Michał Bjedrich, Wjeleměr, нем. Michael Bedrich, 23 декабря 1855 года, деревня Смердзаца около Будишина, Лужица, Саксония — 12 августа 1876 года, деревня Пескецы, Лужица, Саксония) — лужицкий поэт, писатель и переводчик.

## Биография
Родился 23 декабря 1855 года в крестьянской семье в серболужицкой деревне Смердзаца около Будишина. В 1869 году окончил народную школу в Будишине, после чего с 1870 по 1873 год обучался в Лужицкой семинарии и малостранской гимназии в Праге. Будучи студентом в Праге, участвовал в деятельности серболужицкого студенческого братства «Сербовка». Писал поэтические произведения и небольшие повести в рукописном литературном журнале «Kwětki», который издавала «Сербовка». Публиковал свои произведения под псевдонимом Велемер в литературном журнале «Łužičan».
Перевёл на верхнелужицкий язык сочинение «История лейтенанта Ергунова» Ивана Тургенева.
Из-за серьёзной болезни был вынужден оставить своё обучение в Праге и возвратиться на родину. Скончался 12 августа 1876 года в деревне Пешкецы.
Старший брат Миклауша Бедриха.